# Jean Liézer
Jean Lieser dit Jean Liézer ou Liézer, né à Paris 15e le 8 mars 1868 et mort à Paris 20e le 19 avril 1943 , est un acteur français.

## Filmographie
- 1899 : Avenue de la Gare à Rennes (réalisateur non identifié) : Alfred Dreyfus
- 1899 : Prison militaire de Rennes rue Duhamel (réalisateur non identifié) : Alfred Dreyfus
- 1899 : Dreyfus dans sa cellule à Rennes (réalisateur non identifié) : Alfred Dreyfus
- 1899 : Entrée au conseil de guerre (réalisateur non identifié) : Alfred Dreyfus
- 1899 : Sortie du conseil de guerre (réalisateur non identifié) : Alfred Dreyfus
- 1899 : Arrestation : Aveux du colonel Henry (réalisateur non identifié) : le colonel Henry
- 1899 : Au mont Valérien - Suicide du colonel Henry (réalisateur non identifié) : le colonel Henry
- 1901 : Une tempête dans une chambre à coucher, court-métrage de Ferdinand Zecca : le voyageur
- 1901 : Le Mauvais riche, court-métrage de Ferdinand Zecca
- 1901 : Histoire d'un crime, court-métrage de Ferdinand Zecca
- 1902 : L'Affaire Dreyfus (1ère partie), court-métrage de Ferdinand Zecca : Alfred Dreyfus
- 1903 : Assassinat de la famille royale de Serbie, court-métrage de Lucien Nonguet
- 1903 : Looping (réalisateur non identifié)
- 1904 : Une idylle sous un tunnel, court-métrage de Ferdinand Zecca
- 1908 : L'Affaire Dreyfus (2ème partie), court-métrage de Ferdinand Zecca : Alfred Dreyfus
- 1912 : L'Histoire de Minna Claessens, d'Alfred Machin : Noël Stoenens père
- 1913 : L'Hallali, d'Alfred Machin : le charretier Larue
- 1913 : Un épisode de Waterloo, d'Alfred Machin : le détrousseur de cadavres Vaneck
- 1914 : Sans famille de Georges Monca
- 1914 : Quatre-vingt-treize, d'Albert Capellani et André Antoine
- 1930 : Au Bonheur des Dames, de Julien Duvivier
- 1932 : Aux urnes, citoyens !, de Jean Hémard : le maire
- 1936 : Les Grands, de Félix Gandéra et Robert Bibal : Cincinnatus
- 1937 : La Pocharde, de Jean Kemm et Jean-Louis Bouquet